# Lauri Nevalainen
Lauri Armas Nevalainen  (ur. 24 stycznia 1927 w Kotce, zm. 31 lipca 2005 tamże) – fiński wioślarz, brązowy medalista olimpijski.
Wystąpił na igrzyskach olimpijskich w Helsinkach w 1952 roku, gdzie Finowie w składzie: Veikko Lommi, Kauko Wahlsten, Oiva Lommi i Lauri Nevalainen zdobyli brązowy medal w czwórkach bez sternika. W finale o 7,3 sekundy przegrali z osadą Jugosławii, a o 4,4 sekundy wyprzedzili ich Francuzi. Był to jego jedyny start olimpijski.